# Lidl-Trek (Frauenteam)/Saison 2025
Dieser Artikel beschreibt die Mannschaft und die Siege des UCI Women’s WorldTeams Lidl-Trek in der Saison 2025.

## Mannschaft
| Teamkader 2025            | Teamkader 2025     | Teamkader 2025         | Teamkader 2025                       |
| Name                      | Geburtsdatum       | Land                   | Vorheriges Team                      |
| ------------------------- | ------------------ | ---------------------- | ------------------------------------ |
| Elisa Balsamo             | 27. Februar 1998   | Italien                | Valcar-Travel & Service (2021)       |
| Lucinda Brand             | 2. Juli 1989       | Niederlande            | Sunweb (2019)                        |
| Clara Copponi             | 12. Januar 1999    | Frankreich             | FDJ-Suez (2023)                      |
| Lizzie Deignan            | 18. Dezember 1988  | Vereinigtes Königreich | Boels Dolmans (2018)                 |
| Niamh Fisher-Black        | 12. August 2000    | Neuseeland             | SD Worx-Protime (2024)               |
| Lauretta Hanson           | 29. Oktober 1994   | Australien             | UnitedHealthcare Women's Team (2018) |
| Anna Henderson            | 14. November 1998  | Vereinigtes Königreich | Team Visma \| Lease a Bike (2024)    |
| Ava Holmgren              | 22. Mai 2005       | Kanada                 | Stimulus Orbea Racing Team (2023)    |
| Isabella Holmgren         | 22. Mai 2005       | Kanada                 | Stimulus Orbea Racing Team (2023)    |
| Riejanne Markus           | 1. September 1994  | Niederlande            | Team Visma \| Lease a Bike (2024)    |
| Fleur Moors               | 11. Oktober 2005   | Belgien                | Pauwels Sauzen-Bingoal (2023)        |
| Emma Norsgaard            | 26. Juli 1999      | Dänemark               | Movistar Team (2024)                 |
| Gaia Realini              | 19. Juni 2001      | Italien                | Isolmant-Premac-Vittoria (2022)      |
| Ilaria Sanguineti         | 15. April 1994     | Italien                | Valcar-Travel & Service (2022)       |
| Isabel Sharp              | 29. Juni 2005      | Vereinigtes Königreich |                                      |
| Amanda Spratt             | 17. September 1987 | Australien             | Team BikeExchange-Jayco (2022)       |
| Shirin van Anrooij        | 5. Februar 2002    | Niederlande            |                                      |
| Ellen van Dijk            | 11. Februar 1987   | Niederlande            | Sunweb (2018)                        |
| Felicity Wilson-Haffenden | 16. Juli 2005      | Australien             | Team BridgeLane (2023)               |
|                           |                    |                        |                                      |
| Quelle: ProCyclingStats   |                    |                        |                                      |

## Siege
| Siege    | Siege                                     | Siege      | Siege  | Siege          | Siege |
| Datum    | Rennen                                    | Staat      | Klasse | Sieger         |       |
| -------- | ----------------------------------------- | ---------- | ------ | -------------- | ----- |
| 26. Jan. | Schwalbe Women's One Day Classic          | Australien | 1.Pro  | Clara Copponi  |       |
| 15. Feb. | Setmana Ciclista Valenciana, 3. Etappe    | Spanien    | 2.Pro  | Elisa Balsamo  |       |
| 16. Feb. | Setmana Ciclista Valenciana, 4. Etappe    | Spanien    | 2.Pro  | Elisa Balsamo  |       |
| 6. Mär.  | Vuelta Extremadura Féminas, 1. a Etappe   | Spanien    | 2.1    | Ellen van Dijk |       |
| 8. Mär.  | Vuelta Extremadura Féminas, Gesamtwertung | Spanien    | 2.1    | Ellen van Dijk |       |
| 16. Mär. | Trofeo Alfredo Binda                      | Italien    | 1.WWT  | Elisa Balsamo  |       |
| 9. Apr.  | Scheldeprijs women                        | Belgien    | 1.1    | Elisa Balsamo  |       |

## UCI-Weltranglisten-Platzierungen
| UCI-Ranking | UCI-Ranking | UCI-Ranking | UCI-Ranking |
| Fahrer      | Fahrer      | Land        | Punkte      |
| ----------- | ----------- | ----------- | ----------- |